# 巴里の空の下オムレツのにおいは流れる
『巴里の空の下オムレツのにおいは流れる』（パリのそらのしたオムレツのにおいはながれる）は、日本のシャンソン歌手、石井好子が、1963年（昭和38年）に発表した随筆集の名称である。

## 作品誕生の経緯
石井は戦前からクラシックの声楽家を目指して研鑚を積んできたが、戦後ジャズ歌手に転向、その後シャンソンに魅せられ、1952年（昭和27年）にフランスに渡り、パリを拠点にシャンソン歌手として活動していた。食に関しても大きな関心を寄せていた石井は、パリでひとり暮らしを続けながら、趣味で料理の研究にも打ちこんだ。石井は1954年（昭和29年）に帰国し、シャンソン歌手として活動を開始。そんな折、石井の食いしん坊ぶりを聞き知っていた花森安治は、石井に自身が編集長を務める季刊誌『暮しの手帖』に食べ物に関するエッセイの連載を依頼する。石井は快諾、1960年（昭和35年）5月5日、『暮しの手帖』第1世紀54号にエッセイ「巴里の空の下オムレツのにおいは流れる」を掲載。以後1962年（昭和37年）まで連載を続けた。内容は、自身のパリ生活のエピソードを中心に、筆者がよく作っていた料理の調理法などについても言及されている。また、題名はジュリアン・デュヴィヴィエ監督による1951年（昭和26年）のフランス映画『巴里の空の下セーヌは流れる』（Sous le ciel de Paris）に因んだものである。

## 出版状況
石井の初めての随筆集となった『巴里の空の下オムレツのにおいは流れる』は1963年（昭和38年）、花森安治の装訂で暮しの手帖社より単行本として出版された。日本人の海外留学がまだ少ない時代であり、当時日本ではまだ珍しかったオムレツの調理法や、日本で手にいれにくかった食材などについての記述なども読者から支持を受け、本書は1963年度第11回日本エッセイスト・クラブ賞を受ける。以後40年以上一度も絶版になることなく版を重ね、食に関する名随筆として親しまれている。姉妹編に『東京の空の下オムレツのにおいは流れる』（暮しの手帖社、1985年）がある。

## 収録作品タイトル
タイトルの表記は原書に拠る。
1. 巴里の空の下オムレツのにおいは流れる
2. また来てまた見てまた食べました
3. よく食べよく歌え
4. 外は木枯、内はフウフウ
5. 西部劇とショパンと豆と
6. 紅茶のみのみお菓子をたべて
7. 作る阿呆に食べる阿呆
8. とまとはむぽてと
9. フランスの料理学校
10. わが家の食い気についての一考察
11. 私のゆくところに料理がある

## 出版本
- 1963年（昭和38年）：暮しの手帖社（単行本）、改版1983年
- 2011年（平成23年）、新版2024年、河出文庫
- 2021年：河出書房新社（レシピ版）、旧版・扶桑社（2004年）

2022年現在、各・現行版あり